# Sydney Sweeney
Sydney Bernice Sweeney (sinh ngày 12 tháng 9 năm 1997) là một nữ diễn viên người Mỹ. Cô nhận được sự chú ý sau khi xuất hiện trên các series phim truyền hình Đời nhàm chán! (2018), Chuyện người hầu gái (2018), và Vật sắc (2018). Năm 2019, cô xuất hiện trên phim Chuyện ngày xưa ở... Hollywood của đạo diễn Quentin Tarantino.
Sweeney vào vai Cassie Howard trong series phim truyền hình của HBO, Lâng lâng kể từ năm 2019 và cũng đã xuất hiện trong series Khu nghỉ dưỡng Hoa Sen Trắng vào năm 2021. Vì những vai diễn trong hai series kể trên, Sweeney đã nhận được hai đề cử giải Primetime Emmy vào năm 2022, lần lượt cho giải Nữ diễn viên phụ xuất sắc nhất trong một series chính kịch và Nữ diễn viên phụ xuất sắc nhất trong một series hoặc một bộ phim tuyển tập hoặc giới hạn.

## Thiếu thời
Sweeney sinh ngày 12 tháng 9 năm 1997 tại Spokane, Washington; cha mẹ là Scott Sweeney và Lisa (nhũ danh Mudd). Mẹ cô là một luật sư còn cha cô làm việc trong ngành y tế. Cô cũng có một người em trai, Trent. Sweeney lớn lên ở vùng Tây Bắc Idaho, tại một ngôi nhà ven hồ ở một vùng quê, nơi mà gia đình cô đã sinh sống qua năm thế hệ. Sweeney đã từng nói rằng cô có một "gia đình mộ đạo".
Sweeney học tại trường Saint George's ở Spokane. Cô cũng tỏ ra rất năng động với nhiều môn thể thao vận động: "Tôi đã tham gia gần như mọi môn thể thao có thể", cô nói. "Tôi đã ở trong đội bóng đá, bóng chày, đội trượt tuyết slalom, và cả wakeboarding." Sweeney cũng học nhiều ngôn ngữ và tốt nghiệp với tư cách thủ  khoa. Cô bắt đầu có hứng thú với diễn xuất sau khi tham gia buổi thử vai để có một vai phụ trong một bộ phim quay tại khu vực Spokane. Để thuyết phục cha mẹ cho phép cô theo nghiệp diễn xuất, cô đã trình bày với họ một kế hoạch kinh doanh kéo dài năm năm. Sweeney bắt đầu tham gia thử vai và nhận lời quay các vai trong quảng cáo ở Seattle và Portland, Oregon, nơi gia đình cô tạm định cư, cho đến khi lựa chọn sinh sống tại Los Angeles khi cô 14 tuổi.

## Sự nghiệp

### Khởi đầu sự nghiệp
Một trong những bộ phim đầu tiên mà Sweeney tham gia diễn xuất là một bộ phim kinh dị, Along Came the Devil. Sweeney cũng đã xuất hiện với vai khách mời trong các phim như 90210, Hành vi phạm tội, Grey's Anatomy, In the Vault, và Những thiên thần nói dối.
Sweeney thủ vai Emaline Addario trong series phim của Netflix, Đời nhàm chán!, bộ phim xoay quanh hai nhóm học sinh trung học ở Oregon vào năm 1996. Cô sau đó xuất hiện trong series của HBO, Vật sắc, trong vai Alice, một người bạn cùng phòng mà nhân vật do Amy Adams thủ vai gặp tại một bệnh viện tâm thần. Nhân vật của Sweeney ban đầu đáng lẽ ra phải là một nhân vật nhỏ, nhưng đạo diễn đã luôn đưa nhân vật của cô vào nhiều phân cảnh hơn. Cho vai diễn này, Sweeney đã tìm hiểu về câu chuyện của những cô gái mắc các chứng bệnh tâm thần và tự hại, Sweeney cũng đã tới các bệnh viện nơi có các bệnh nhân của bệnh tự hại bản thân. Cô đã đóng hai phim Đời nhàm chán! và Vật sắc gần như cùng một thời điểm, một phim được quay trong tuần còn một phim được quay vào cuối tuần.
Sweeney cũng đã có một vai diễn trong bộ phim giật gân Dưới Hồ Nước Bạc vào năm 2018. Cô cũng có một vai diễn trong mùa hai của series phim chính kịch Chuyện người hầu gái, vào vai Eden Spencer, một cô gái ngoan đạo và ngoan ngoãn đến từ Cộng hòa độc tài Gilead. Sweeney cũng vào vai nữ chính trong bộ phim kinh dị Along Came the Devil. Một năm sau đó, Sweeney xuất hiện trong bộ phim chính kịch Clementine, sau đó là Tuổi teen huy hoàng, và bộ phim hài kịch của đạo diễn Quentin Tarantino, Chuyện ngày xưa ở... Hollywood.

### 2019–nay: Bước đột phá và sự công nhận đại chúng
Kể từ năm 2019, Sweeney đã vào vai một cô gái tuổi teen, Cassie Howard trong series phim tâm lý Lâng lâng, và nhận được sự hoan nghênh rộng rãi, qua đó nhận được đề cử cho giải Nữ diễn viên phụ xuất sắc nhất trong một series chính kịch của Giải Primetime Emmy vào năm 2022. Cô cũng xuất hiện trong series phim truyền hình Nocturne và sẽ xuất hiện trong The Players Table, một series phim truyền hình dựa theo cuốn tiểu thuyết They Wish They Were Us của Jessica Goodman, trên HBO Max, series mà Sweeney cũng sẽ xuất hiện với vai trò điều hành sản xuất cùng công ty của mình, Fifty-Fifty Films. series này cũng có sự xuất hiện của ca sĩ Halsey, người mà Sweeney từng làm việc cùng trong bài hát "Graveyard". Năm 2021, Sweeney xuất hiện trong mùa đầu của series Khu nghỉ dưỡng Hoa Sen Trắng của đạo diễn Mike White, và nhận được sự hoan nghênh của giới phê bình cho vai diễn này. She được đề cử giải Nữ diễn viên phụ xuất sắc nhất trong một series hoặc một bộ phim tuyển tập hoặc giới hạn vào năm 2022. Những vai diễn này đã giúp cô có một vị trí trong danh sách Time 100 cho năm 2022, với bạn diễn trong bộ phim Lâng lâng, Maude Apatow gán cho Sweeney biệt danh "thế lực không thể ngăn cản."
Sweeney sẽ xuất hiện trong bộ phim siêu anh hùng Madame Web, nằm trong thương hiệu truyền thông Vũ trụ Người Nhện của Sony (SSU).

## Các hoạt động khác
Sweeney đã quảng bá rất nhiều sản phẩm và cũng xuất hiện trong nhiều quảng cáo. Tháng 5 năm 2020, cô trở thành người mẫu cho hãng Savage X Fenty. Tháng 6 năm 2021, cô trở thành người mẫu cho Parade Lingerie và vào tháng 9 năm 2021, cô trở thành gương mặt đại diện của bộ sưu tập Anna Nicole Smith của Guess Originals.
Tháng 3 năm 2022, Sweeney trở thành gương mặt đại diện cho SOL bởi Jergens. Cô cũng được công bố là đối tác người Mỹ nổi tiếng đầu tiên với hãng chăm sóc da Laneige vào tháng 4 năm 2022. Cũng trong cùng tháng, Sweeney trở thành đại sứ của hãng túi xách và giày dép Tory Burch. Trước đó, cô xuất hiện trong chiến dịch mùa lễ hội, "Good Luck" của hãng. Sweeney bắt tay vào dự án đầu tiên của hãng với tư cách đại sứ thương hiệu vào tháng 6 năm 2022, xuất hiện trong chiến dịch "Show Me Your Millers", và đeo đôi dép Miller của hãng. Tháng 5 năm 2022, cô trở thành người mẫu cho Miu Miu Miu Wander Bag. Tháng 6 năm 2022, cô xuất hiện trong bộ sưu tập Xuân/Hạ 2022 của Jacquemus. Trong cùng tháng, Sweeney được bổ nhiệm làm gương mặt đại diện của hãng bán lẻ nước Úc, Cotton On Body. Cô cũng làm người mẫu cho hãng trang sức David Yurman.
Sweeney đã từng tập luyện võ tổng hợp, và thi đấu môn vật lộn khi còn ở trường trung học.
Sweeney đã tiết lộ rằng cô đã viết những quyển sách riêng biệt cho mỗi nhân vật mà cô vào vai, chúng là "những cuốn nhật ký/dòng thời gian/sách kỉ niệm/những tấm ảnh về toàn bộ thế giới của nhân vật" từ khi nhân vật đó ra đời cho đến trang đầu trong kịch bản của phim.
Tháng 12 năm 2020, The Spokesman-Review đã đưa tin rằng Sweeney đã quyên góp $12,000 cho nhiều nhà hàng ở quê nhà  Spokane, khoản tiền đó được sử dụng để phục vụ các bữa ăn tại trại vô gia cư.
Sweeney đã đính hôn với người bạn trai lâu năm của mình, Jonathan Davino, từ tháng 2 năm 2022.
Là đảng viên Đảng Cộng hòa (Hoa Kỳ)